# راسل إدسون
راسل إدسون (بالإنجليزية: Russell Edson)‏ (1935 في كونيتيكت - 29 أبريل 2014 )؛ روائي، وشاعر من الولايات المتحدة.

## الجوائز
- زمالة غوغنهايم
- زمالة الصندوق الوطني للفنون